# Ouislane
 (novembre 2016).
Si vous disposez d'ouvrages ou d'articles de référence ou si vous connaissez des sites web de qualité traitant du thème abordé ici, merci de compléter l'article en donnant les références utiles à sa vérifiabilité et en les liant à la section « Notes et références ».
Ouislane (en berbère: Wislan, en arabe: ويسلان) est une commune — municipalité — marocaine de la préfecture de Meknès, dans la région Fès-Meknès.

## Géographie

### Localisation
Ouislane se situe à l'est de Meknès, sur la route de Fès. Elle est séparée des quartiers Plaisance et Bassatine de Meknès par l'oued Ouislane.

### Quartiers
Les quartiers de Ouislane sont :
- Boustane ;
- City moderne (Cadem, Lafarge) ;
- Elwahda ;
- Hay Elamal ;
- Hay Elizdehar ;
- Hay Nasr ;
- Hay Riad ;
- Hay Salam ;
- Hay Saada,
- Yasmina.

## Toponymie
Ouislane est localement connue sous le nom de « l'Usine » en raison de l'usine de ciment Lafarge, ou précédemment « Hay Soussi ».

## Démographie
D'après le recensement de 2014, la population de Ouislane était alors de 87 910 habitants, dont 19 562 ménages et 30 étrangers.

## Enseignement

### Établissements
Écoles primaires
- École 11 janvier(publique)
- École Abdelallah Gannôn (publique)
- École Amerou Ibn Alass (publique)
- École Chakib Arsalne (publique)
- École Labib (privée)
- École Elmehdi Ibn Toumarte(publique)
- École de l'usine de ciment (publique))
- École Oued Elmakhazin (publique)
- Groupe scolaire Ouislane (privé)
- École Le Creuset (privée)

Collèges
- Collège Berouni (publique)
- Collège Elamal (publique)
- Collège Otmane ibn affan (publique)
- Collège Yassamine (publique)
- Collège Zineb Nefzaouia (publique)

Lycées
- Lycée Mohammed-V (public)
- Lycée Oued-Elmakhazin (public)
- Lycée El-Jadida (public)

## Transport
Les grands taxis relient Ouislane au centre-ville de Meknès uniquement.
Les bus de la compagnie Citybus assurent la liaison directe avec plusieurs autres quartiers de la ville et Meknès. La ligne 5 relie le quartier Boustane au centre-ville de Meknès et à la place Lehdim (ville ancienne), et la Ligne 10 les quartiers Hay Riad, Hay Elamal, Fyach et Elwahda au centre-ville de Meknès et à la place Lehdim (ville ancienne).